# Marriage Bureau Rendezvous
Marriage Bureau Rendezvous is een lied van 10cc. Het is afkomstig van het studioalbum Deceptive Bends.
Het lied gaat over een man, die de echte liefde maar niet kon vinden en daarom een relatiebemiddelingsbureau heeft ingeschakeld (Well a lonely man needs a Marriage Bureau). Hij heeft echter wel specifieke wensen; ze moet lijken op zijn moeder (like momma used to be). Qua volgorde komt het nummer als mosterd na de maaltijd na het nummer The Things We Do for Love, dat op het album voorafgaat aan dit nummer. De aansluiting op het volgende nummer People in Love, ook single van het album, is beter.

## Musici
- Graham Gouldman – eerste zangstem, basgitaar, elektrische gitaar, akoestische gitaar, achtergrondzang
- Eric Stewart – toetsinstrumenten, eerste gitaar en slide-gitaar
- Paul Burgess – slagwerk.